# 盐城大丰站
盐城大丰站，规划时曾用名新大丰站、盐城南站，是位于中华人民共和国江苏省盐城市大丰区的一个铁路车站，已于2020年12月30日开通。近期每日停靠动车组列车10~14班。

## 历史
新长铁路建设时设置了在大丰县设有大丰西站，并预留了客运功能。2006年12月18日，大丰西站开始办理货运业务。2007年，大丰西站开始办理客运业务。但是由于客流较少，车站于2009年关闭了客运业务。
2015年初，原计划的新长铁路盐城至海安段复线改造项目被暂时搁置，转而选择新建盐通高速铁路。此时有关部门选择新建大丰站。2017年初，盐通高速铁路的设计速度由250km/h提高为350km/h，由于新建大丰站距离盐城站过近，新建大丰站的存废被列入讨论。2017年4月，盐通高速铁路第一次环评公示文件显示，新建大丰站拟被撤销。第一次环评文件在民间引起强烈反响，许多市民在网上发表不满这一决策的言论。受到民间情绪影响，官方在第二次环评文件中，重新将新建大丰站工程列入。2020年11月，新建大丰站正式定名为“盐城大丰站”。2020年12月30日，盐城大丰站正式开始运营。

## 车站结构

### 站房
盐城大丰站站房总建筑面积23610㎡，其中架空层面积8628㎡、地上面积14982㎡。建筑总长度180米、宽度70米、高度23.5米，其中站房长155米、宽48米、高21米。
车站形式为线侧平式旅客车站，采用上进下出的旅客流线模式。其中中间为候车大厅，左右两侧为设备、办公及辅助用房，设计最高聚集人数为800人。建筑采用钢筋混凝土框架结构，楼盖为现浇钢筋混凝土梁板架构，屋盖为钢网架结构。

### 站场
车站站场规模为2台4线，其中正线2条、到发线2条。
| 东↑   | 候车室 |                                  |      |
| 1月台 | 侧式   | 侧式                             | 侧式 |
| 3道   |        | 盐通高速铁路往南通西方向（东台） |      |
| 1道   |        | 盐通高速铁路列车通过线往下行方向 |      |
| 2道   |        | 盐通高速铁路列车通过线往上行方向 |      |
| 4道   |        | 盐通高速铁路往盐城方向           |      |
| 2月台 | 侧式   | 侧式                             | 侧式 |
| 西↓   | 出站口 |                                  |      |

## 接驳交通

### 公交[9]
- 1路：盐城大丰站↔大丰区人民医院
- 3路：盐城大丰站↔大丰区人民医院
- 10路：盐城大丰站↔大丰区人民医院
- 16路：盐城大丰站↔荷兰花海东

## 争议

### 工程质量
2021年4月1日，有用户在“抖音”平台上上传了一段视频。画面显示，在连日的阴雨后，车站站房落客平台下方开始出现渗水现象，同时进站口的无障碍电梯也因渗水而暂时停止使用。该视频发出不久后即遭删除，目前尚不清楚是否为发布者自行删除。